# Rogas roxanus
Rogas roxanus är en stekelart som först beskrevs av Telenga 1941.  Rogas roxanus ingår i släktet Rogas och familjen bracksteklar. Inga underarter finns listade i Catalogue of Life.